# مي 35 إم
مي -35 ام هي مروحية روسية متعددة الأغراض، طورت من المروحية ميل-24 كمشروع مشترك بين شركة ميل بالتعاون مع مصنع روستوف للمروحيات عام 1994. تصلح المروحية لتنفيذ المهام الخاصة بما فيها تأمين عمل مجموعات الاستطلاع والإجلاء. وانها يمكن ان تتعامل مع أهداف جوية بطيئة محلقة على ارتفاع منخفض بما في ذلك بعض أنواع الطائرات التي يستخدمها في معظم الأحيان تجار المخدرات. تبلغ سرعة المروحية 310 كم في الساعة. ويعادل مدى عملها 460 كم.
ومن أهم ميزاتها هي متعددة الأغراض. علما ان مروحية «مي -35 ام» هي المروحية الوحيدة في العالم التي بوسعها تنفيذ مهام النقل والأنزال والإسعاف. كما بوسعها ان تنقل داخل مقصورتها حتى 8 افراد للأنزال الجوي بأسلحتهم وشحنات يبلغ وزنها 1500 كيلوغرام. وبالإضافة إلى ذلك فانها قادرة على نقل مواد معلقة بالحمالات الخارجية تزن حتى 2400 كغ، الامر الذي يجعل المروحية لا بديل عنها في نقل الذخائر إلى المناطق الوعرة.
وتزود المروحية بمحركين من طراز «في كا – 2500» تبلغ قدرة كل منها 2700 حصان، مما يمكن المروحية من بلوغ سقف ارتفاع حتى 3150 مترا في وضع التعلق وسقف الارتفاع حتى 5400 في وضع الحركة. كما تزود مروحية «مي -35 ام» بالأجهزة اللاسلكية الإلكترونية التي تؤمن اكتشاف وتعريف الأهداف واستخدام الصواريخ الموجهة وغير الموجهة والمدافع والرشاشات في النظام شبه الاوتوماتيكي ليلا ونهارا. ناهيك عن تأمين مواصفات الملاحة العالية على الارتفاع المنخفض والإقلاع والهبوط من مطارات غير مجهزة ومراقبة الأرض والقيام بالاستطلاع ليلاً ونهاراً.
تتضمن أسلحة المروحية 8 صواريخ موجهة من طراز «آتاكا» و80 صاروخا غير موجه عيار 80 مم من طراز «اس – 8» ومدفع «غي شا -23 ال» المزدوج المنصوب في مقدمة المروحية. ثمة صفة هامة أخرى تضمن الاستخدام الفعال للمروحية في ظروف القتال وهي حيويتها، علما ان المروحية محمية بشكل جديد وخاصة قمرة القيادة.
كما تتصف المروحية بانخفاض مستوى الأشعة تحت الحمراء. وتستخدم لهذا الغرض أيضا أهداف حرارية كاذبة تقذف من الطائرة بغية مواجهة رؤوس التوجيه بالاشعة تحت الحمراء.

## المواصفات الفنية التكتيكية
- وزن الإقلاع الأقصى 11500 كغ
- وزن الحمولة 12000 كغ
- وزن المروحية فارغة 8354 كغ
- السرعة الاقتصادية 260 كم في الساعة
- السرعة القصوى 310 كم في الساعة
- سقف الارتفاع في حالة التعلق 3150 متر
- سقف الارتفاع الديناميكي 5400 متر
- مدى العمل حتى 460 كم
- الطاقم يتألف من فردين